# 佐藤愛子 (柔道)
佐藤 愛子（さとう あいこ、1983年10月18日 - ）は、北海道・名寄市出身の柔道家。現役時代は女子柔道57kg級の選手。身長は157cm。血液型はO型。組み手は右組み。段位は四段。得意技は背負投、寝技。
北海道旭川南高等学校、筑波大学卒業。了徳寺学園職員を経て、2016年より東京女子体育大学の教員及び柔道部監督。

## 経歴
9歳で柔道を始める。アテネオリンピックでは52kg級で代表を狙うも、減量に苦しみ、代表になれなかった。それを教訓に、2005年からスタミナの心配が少ない57kg級に転向した。2007年の世界選手権で銅メダルを獲得、その実績から北京五輪の代表に選出された。
だが北京では準々決勝で敗退したうえ、敗者復活戦で右膝のじん帯を断裂。帰国後に手術、リハビリのため1年間は練習もできず、強化選手からも外れた。2009年末に復帰したものの、思うように動けなかったという。2010年の世界選手権で松本薫が優勝したことで「もういい、やめよう」と何度も思ったが、「北京のけじめ、というのもあったし、大好きな柔道ができるのは今しかないとも思った」と諦めなかった。
2011年8月の世界選手権では準決勝で松本薫に合技で一本勝ちすると、決勝ではブラジルのラファエラ・シルバに背負投で一本勝ちして優勝を果たした。
12月のグランドスラム・東京では準決勝で世界ジュニアチャンピオンの山本杏に一本勝ちするが、決勝ではGSにおいて松本に背負投を返されて有効を取られて2位に終わった。
これで松本との対戦成績は1勝6敗となった。
2012年1月にはワールドマスターズに出場するが、準決勝でポルトガルのテルマ・モンテイロに背負投で一本負けして3位にとどまった。2月にはグランドスラム・パリに出場して、決勝でモンテイロに開始9秒の大内刈で一本勝負けして2位に終わった。
5月の体重別では初戦でコマツの宇高菜絵に大外刈で一本負けを喫して、オリンピック代表には選出されなかった。体重別終了直後に引退を表明すると、7月には正式に引退した。
2013年から1年間、アメリカのサンノゼに留学することになった。
2015年の体重別ではテレビの解説を受け持った。

## 人物
- ペットとしてカメを飼っており、遠征先に一緒に連れて行くほどのカメ好き[12]。
- ロンドンオリンピックの代表争いをしていた4歳年下の松本とは、現役時代によく酒を飲みにいく間柄で友人だったという。周囲からはライバル相手とあまり仲良くならない方がよいとのアドバイスも受けていたものの、気に留めず付き合いを続けた[13]。

## 戦績
(52kg級での成績)
- 1998年 -　全国中学校柔道大会　3位
- 2000年 -　全国高等学校柔道選手権大会　優勝
- 2000年 -　フランスジュニア国際　優勝
- 2000年 -　全日本ジュニア　優勝
- 2000年 -　世界ジュニア　3位
- 2001年 -　ドイツ国際　2位
- 2001年 -　全国高等学校柔道選手権大会　優勝
- 2001年 -　全日本ジュニア　優勝
- 2001年 -　アジアジュニア　2位
- 2001年 -　全国女子柔道体重別選手権大会　優勝
- 2001年　- 福岡国際　2位
- 2002年 -　ドイツ国際　3位
- 2002年 -　選抜体重別　優勝
- 2002年 -　フランスジュニア国際　3位
- 2002年 -　世界ジュニア　優勝
- 2002年 -　学生体重別　3位
- 2002年 -　全国女子柔道体重別選手権大会　2位
- 2002年　- 福岡国際　優勝
- 2003年 -　フランス国際　3位
- 2003年 -　選抜体重別　3位
- 2003年 -　アジア柔道選手権大会　2位
- 2003年　- 福岡国際　優勝
- 2004年 -　選抜体重別　2位
- 2004年 -　学生体重別　優勝

(これ以降は全て57kg級での成績)
- 2005年 -　学生体重別　3位
- 2005年 -　講道館杯　優勝
- 2005年　- 福岡国際　優勝
- 2006年 -　ポーランド国際　3位
- 2006年 -　選抜体重別　2位
- 2006年 -　ワールドカップ国別団体戦　3位
- 2006年 -　アジア大会　2位
- 2006年　- 福岡国際　3位
- 2007年 -　選抜体重別　3位
- 2007年 -　アジア柔道選手権大会　優勝
- 2007年 -　世界選手権　3位
- 2007年 -　世界柔道団体選手権大会　3位
- 2008年 -　フランス国際　3位
- 2008年 -　選抜体重別　2位
- 2008年 -　北京オリンピック　7位
- 2009年 -　選抜体重別　3位
- 2009年 -　講道館杯　3位
- 2009年 -　グランドスラム・東京　3位
- 2010年 -　選抜体重別　3位
- 2010年 -　ワールドカップ・ブダペスト　優勝
- 2010年 -　東アジア柔道選手権大会　優勝
- 2010年 -　グランプリ・ロッテルダム　優勝
- 2010年 -　講道館杯　2位
- 2011年 -　グランドスラム・パリ　2位
- 2011年 -　ワールドカップ・オーバーヴァルト　優勝
- 2011年 -　アジア柔道選手権大会　個人戦　団体戦　ともに優勝
- 2011年 -　グランドスラム・モスクワ　優勝
- 2011年 -　世界選手権　優勝
- 2011年 -　世界団体　2位
- 2011年 -　グランドスラム・東京 2位
- 2012年 -　ワールドマスターズ　3位
- 2012年 -　グランドスラム・パリ　2位

(出典、JudoInside.com)